# Hirax
A Hirax egy amerikai thrash metal/speed metal/crossover thrash zenekar. 1984-ben alakultak meg a kaliforniai Cypress-ben. Először 1984-től 1989-ig működtek, majd 2000-től napjainkig. Lemezeiket a Black Devil, Deep Six Records, Metal Blade Records, Mausoleum Records, Season of Mist, SPV GmbH kiadók jelentetik meg.

## Tagok
- Katon W. De Pena - éneklés (1984-1988, 2000-)

- Steve Harrison - basszusgitár (2005-)

- Lance Harrison - gitár (2006-)

- Mike Vega - dobok (2014-)

## Diszkográfia

### Stúdióalbumok
- Raging Violence (1985)
- Hate, Fear and Power (1986)
- The New Age of Terror (2004)
- El Rostro de la Muerte (2009)
- Immortal Legacy (2014)